# Kriegsheim
Kriegsheim é uma comuna francesa na região administrativa de Grande Leste, no departamento Baixo Reno. Estende-se por uma área de 3,93 km². Em 2010 a comuna tinha 805 habitantes (densidade: 204,8 hab./km²).